# Sagen Maddalena
Sagen Maddalena, née le 16 août 1993 à Woodland (Californie), est une tireuse sportive américaine.

## Carrière

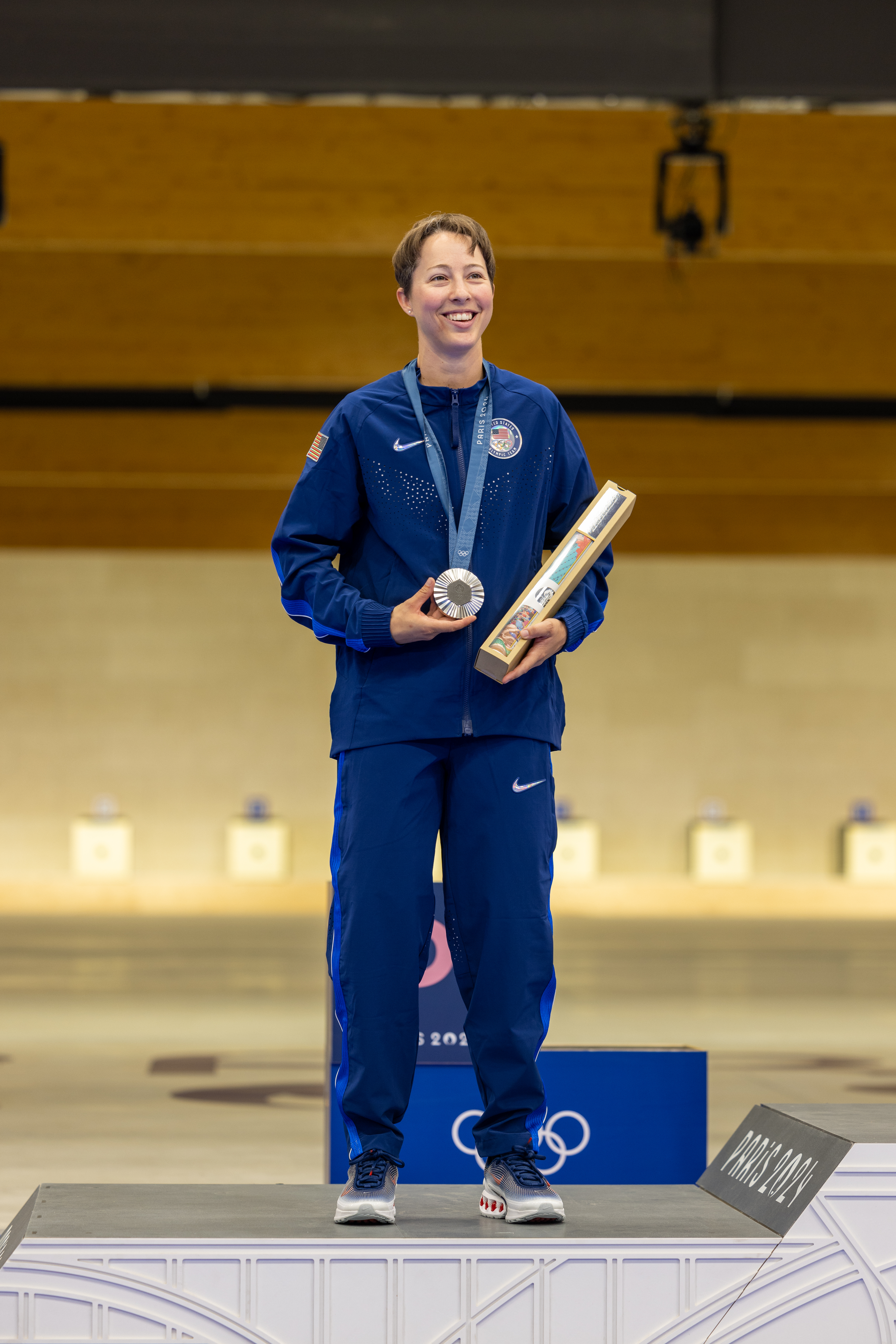
Sagen Maddalena sur le podium aux jeux olympiques de Paris 2024.

Elle fait des études de management à l'université de l'Alaska à Fairbanks. Elle entre dans l'armée de terre en mars 2019 et est assignée au USAMU International Team en tant qu'instructrice. En 2024, elle a le grade de sergent.
En juillet 2021, lors des Jeux olympiques, elle termine 5e du tir à la carabine à 50 m 3 positions.
En août 2023, Maddalena remporte la médaille de bronze en tir à la carabine à 50 m 3 positions aux Championnats du monde, première médaillée américaine dans la discipline depuis 1990. En octobre 2023, elle égale le record du monde et bat le record panaméricain en tir à la carabine à 50 m 3 positions avec 596 points et bat également le record panaméricain en tir à la carabine à air comprimé à 10 m avec 249.5 points. En finale, elle termine finalement 2e du 50 m avec 457.2 points et 1re du 249.5 points,.
Lors des qualifications du tir à la carabine à 50 m 3 positions des Jeux olympiques en juillet 2024, Maddalena bat le record olympique avec 593 points avec un score parfait de 200 points à plat ventre. Le lendemain, elle termine sur la deuxième marche du podium avec un total de 463 points, juste derrière la Suissesse Chiara Leone (464,4 point) et devant la Chinoise Zhang Qiongyue (452,9 points). Quelques jours auparavant, elle a fini 4e du tir à la carabine à air comprimé à 10 m.